# The Rehearsal Dinner
The Rehearsal Dinner (o traducido como "La cena de ensayo") es el duodécimo episodio de la novena temporada de la serie de televisión de CBS How I Met Your Mother y el episodio número 196 en total.

## Reparto
| - Josh Radnor como Ted Mosby. - Jason Segel como Marshall Eriksen. - Cobie Smulders como Robin Scherbatsky. - Neil Patrick Harris como Barney Stinson. - Alyson Hannigan como Lily Aldrin. - Cristin Milioti como La Madre (ausente) - Bob Saget como Futuro Ted Mosby (voz, no acreditado) | - Alan Thicke - Él mismo - Wayne Brady - James Stinson |

## Trama
El sábado a las 8 p. m., 22 horas antes de la boda, Barney está esposado a una tubería en una oficina de seguridad pidiendo a un guardia pulsar un botón en un juguete. Robin le ordena al guardia que no lo haga, furiosa ya que la cena de ensayo comenzó hace diez minutos y ahora está en una oficina de seguridad de laser tag esperando a que llegue la policía. Ellos entonces cuentan la historia de cómo terminaron ahí.
Unos meses antes, Barney tuvo la idea de una cena de ensayo en una arena de laser tag. El grupo odia la idea y Robin le recuerda que su matrimonio será uno de compromiso como cuando ella accedió a celebrar la boda en Nueva York en lugar de Canadá como ella quería cuando ellos se comprometieron. Barney acepta que tendrán una cena normal, pero es obvio que no va a abandonar la idea. Como regalo de bodas, Ted le dice a Robin y Barney que está dispuesto a tomar lecciones de piano y a tocar en la cena, a lo cual se niegan hasta que Ted ofrece vestirse como Liberace mientras lo hace. Unos días después de que Robin sorprendió a Barney con su despedida de soltero, él entre lágrimas declara que la boda se cancela y le pide que salga de su apartamento. Robin, convencida por lo lloroso de Barney, queda sorprendida y se pone lista para empacar solo para ver su maleta llena de cachorros, lo que la incita a forzar a Barney a dejar de hacer bromas. Más tarde en el bar, la banda intenta convencer a Barney que Robin tiene un punto, solo para insistir Barney vehementemente que Robin trata de llevar a cabo una cena sorpresa en el laser tag afirmando que la cena en el Farhampton Inn era falsa.
Aunque la cena está a punto de comenzar, Barney sigue insistiendo que Robin está planeando la cena real como una sorpresa en la arena de laser tag. Cuando Robin revela que el dispensador de hielo está descompuesto, Barney se ofrece a buscar más hielo, creyendo que está el supuesto plan de Robin. Ella le hace prometer que no se va a ir, pero Barney se va inmediatamente de todos modos directamente a la arena de laser tag, a pesar de prometer a Robin que no lo haría.
Mientras tanto, Lily está consternada de que no está al tanto de los detalles de la cena de ensayo debido a su incapacidad para guardar secretos. Ella le recuerda a Ted que ella ha sido capaz de mantener silencio sobre su mudanza a Chicago y señala que él ha roto su promesa de tocar el piano en la cena de boda disfrazado como Liberace porque sus clases de piano no habían ido bien. Lily les dice a Ted y a Robin sobre sus planes de ir a Italia estando en jirones porque Marshall tomó un puesto de juez sin preguntarle y que no pueden regresar a su apartamento, ya que ya ha sido subalquilado. Ted está enojado con Marshall por su egoísmo, pero Lily sabe que su marido no le haría daño. Robin debe lidiar con Barney después de enterarse de que él fue a la arena de laser tag y actualmente está a la espera de arresto después de amenazar a uno de los empleados después de darse cuenta de que no hay cena sorpresa. Después de que Robin se va a recoger a Barney, Ted consuela Lily diciéndole que él sabe que ella puede guardar un secreto y ofrece decirle uno. Él se lo susurra al oído y le permite anunciar a los invitados que va a haber un cambio de lugar.
En el presente, Barney es convencido de que esto es una enorme sorpresa y quiere dirigirse a la cena de laser tag pese a que Robin insiste que no hay ninguna. Él insiste en que el matrimonio no es solo acerca de jugar bromas mientras Robin se da cuenta de que Barney se liberó de las esposas, antes de darle a ella un par de patines de hielo. Barney admite que él puede mentir en el futuro si significa una sorpresa increíble; nieve empieza a caer en la oficina. Cuando Barney presiona el botón en el juguete, Robin se sorprende al ver las paredes de la oficina levantarse, revelando que «la oficina» está en medio de una pista de hielo rodeada de sus familiares y amigos. Barney revela que ya que no podían tener la boda en Canadá, decidió organizar una cena temática canadiense y darle una foto firmada de Wayne Gretzky a Robin como su regalo de boda. El guardia de seguridad resultó ser un patinador.
Mientras Alan Thicke y James cantan, Lily le da las gracias a Ted por dejarla tarde en el secreto; Ted admite que las lecciones de piano eran una tapadera para tomar lecciones de patinaje, solo para caerse casi enseguida (Futuro Ted nota que tarda más de dos meses para aprender a patinar). Robin le dice a Barney cuánto lo ama, mientras Ted cojea de vuelta. En la escena final, Barney admite que ama a Canadá cuando él enumera varias cosas increíbles que el país ha dado al mundo incluyendo un cuarto de él y Robin. Ella le da las gracias a él y los dos se van patinando mientras Ted va tocando el piano como había prometido.

## Blog de Barney
Barney lanza algunas de sus ideas impresionantes al público.